# 下田邑
下田邑（しもたのむら）は岡山県津山市にある地名。郵便番号は708-0012。

## 地理
紫竹川・戸島川が南北に流れ、田邑地区の南部に当たる。西で鏡野町に接する。

### 河川
- 紫竹川
- 戸島川

## 歴史

### 沿革
- 1872年 - 下田邑村川西、下田邑村川東が合併、下田邑村となる。
- 1889年6月1日 - 町村制施行に伴い、西北条郡下田邑村が、同郡上田邑村と合併、田邑村となる。下田邑村は大字下田邑となる。
- 1900年4月1日 - 西北条郡が西西条郡、東南条郡、東北条郡と合併し、苫田郡となる。
- 1954年7月1日 - 田邑村が周辺の9村とともに津山市へ編入される。

## 世帯数と人口
2021年（令和3年）1月1日現在の世帯数と人口は以下の通りである。
| 町丁   | 世帯数  | 人口  |
| ------ | ------- | ----- |
| 紫保井 | 255世帯 | 604人 |

## 小・中学校の学区
市立小・中学校に通う場合、学区は以下の通りとなる。
| 番地 | 小学校             | 中学校               |
| ---- | ------------------ | -------------------- |
| 全域 | 津山市立向陽小学校 | 津山市立津山西中学校 |

## 交通

### 道路
- 岡山県道338号市場津山線（一部県道339号と重複）
- 岡山県道339号西一宮中北上線（一部県道338号と重複）

## 施設
- 特定非営利活動法人つやまコミュニティFM事務所
- 津山市田邑公民館
- 田神社